# Desmond Tyson
Desmond Des Tyson, né le 26 septembre 1965 à Griffith, est un joueur de tennis australien, professionnel entre 1983 et 1990.

## Carrière
Il a remporté l'Open d'Australie junior en double en 1983 et 1984. Sur le circuit professionnel, il y a atteint à deux reprises les quarts de finale en 1985 et 1987 avec Antony Emerson. Il compte également un titre en Challenger à Travemünde en 1986, Tampere en 1987 et Brisbane en 1989.
En simple, il compte une seule victoire sur le circuit ATP, sur Paolo Canè à Saint-Vincent en 1986, bien que plus de 500 places les séparaient. Dans les années 1990, il est coach à Hong Kong.

## Parcours dans les tournois duGrand Chelem

### En simple
| Année | Open d'Australie | Open d'Australie | Internationaux de France | Internationaux de France | Wimbledon       | Wimbledon | US Open | US Open |
| ----- | ---------------- | ---------------- | ------------------------ | ------------------------ | --------------- | --------- | ------- | ------- |
| 1987  | 1er tour (1/64)  | P. Doohan        | —                        | —                        | 1er tour (1/64) | T. Šmíd   | —       | —       |

N.B. : à droite du résultat se trouve le nom de l'ultime adversaire.

### En double
| Année | Open d'Australie          | Open d'Australie        | Internationaux de France       | Internationaux de France | Wimbledon                  | Wimbledon           | US Open                    | US Open           |
| ----- | ------------------------- | ----------------------- | ------------------------------ | ------------------------ | -------------------------- | ------------------- | -------------------------- | ----------------- |
| 1983  | 1er tour (1/32) J. Harty  | E. Korita J. Lloyd      | —                              | —                        | —                          | —                   | —                          | —                 |
| 1984  | 1er tour (1/32) J. Harty  | V. Amritraj I. Lendl    | —                              | —                        | —                          | —                   | —                          | —                 |
| 1985  | 1/4 de finale A. Emerson  | M. Edmondson K. Warwick | —                              | —                        | —                          | —                   | —                          | —                 |
| 1986  | —                         | —                       | —                              | —                        | 2e tour (1/16) C. Kennedy  | L. Warder S. Youl   | 1er tour (1/32) C. Kennedy | J. Kriek J. Lloyd |
| 1987  | 1/4 de finale A. Emerson  | P. Doohan L. Warder     | 1er tour (1/32) H. van Boeckel | G. Forget Y. Noah        | 1er tour (1/32) B. Drewett | P. Doohan L. Warder | —                          | —                 |
| 1989  | 1er tour (1/32) T. Siegel | G. Connell G. Michibata | —                              | —                        | —                          | —                   | —                          | —                 |
| 1990  | 1er tour (1/32) B. Custer | K. Nováček R. Osterthun | —                              | —                        | —                          | —                   | —                          | —                 |

N.B. : le nom du ou de la partenaire se trouve sous le résultat ; le nom des ultimes adversaires se trouve à droite.